# Berg (Stuttgart)

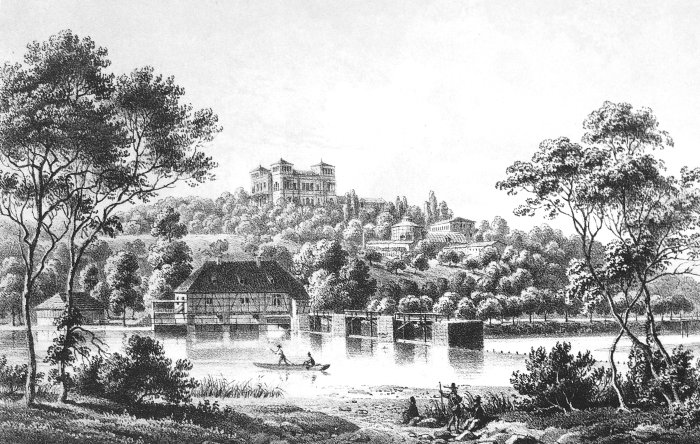
Blick aufs Neckarwehr und Villa Berg um 1864

Berg ist ein Stadtteil von Stuttgart-Ost. Der historische Stadtteil liegt zwischen Stuttgart-Mitte und dem Neckar am gegenüberliegenden Flussufer von Cannstatt. Schon seit der Römerzeit sind einige in Flussnähe gelegene Mineralquellen bekannt.

## Geschichte
Der Ortskern von Berg geht auf eine seit dem 12. Jahrhundert nachgewiesene Siedlung zurück. Ein Ritter (miles) Wolframmus de Berge wird 1241 urkundlich erwähnt. Berg gehörte bis zur Eingemeindung (1836) der herzoglichen Rentkammer und wurde von Amtmännern verwaltet.
Der benachbarte Stadtteil Gaisburg, der ebenfalls auf das 12. Jahrhundert zurückgeht, war hingegen eine selbständige Gemeinde und kam erst im Jahr 1901 zu Stuttgart.
Zu Stuttgart-Berg gehörte früher auch Gablenberg, ein seit 1275 nachgewiesener Ausbauweiler von Berg. Er kam schon sehr früh zu Stuttgart, obwohl er – wie Berg und Gaisburg – räumlich von der heutigen Kernstadt Stuttgart getrennt war. Durch den Bau mehrerer Wohnsiedlungen wurden diese Stadtteile zu einem weitgehend geschlossen bebauten Gebiet. Die drei historischen Siedlungen bilden seit 1956 mit einigen Arbeitersiedlungen und der Uhlandshöhe den Kern des heutigen Stadtbezirkes Stuttgart-Ost, der noch um Stöckach und die Stadtrandsiedlung am Frauenkopf erweitert wurde.
Bei der Neugliederung der Stuttgarter Stadtteile zum 1. Januar 2001 wurden diese vier Stadtteilnamen reaktiviert und drei weitere Stadtteile (Ostheim, Uhlandshöhe und Gänsheide) gebildet, indem der Stadtteil Stuttgart-Ost entsprechend aufgeteilt wurde. Mit dem am Hang gelegenen Stadtteil Frauenkopf umfasst der Stadtbezirk Stuttgart-Ost seither acht Stadtteile.

## Sehenswürdigkeiten
Die neugotische Berger Kirche ist ein dominierender städtebaulicher Blickpunkt auf dem Weg vom Neckartal zur Stuttgarter Innenstadt. Seit der Erweiterung der Residenzstadt im 19. Jahrhundert stellt der Kirchturm eine der damals noch romantisch geprägten Sichtachsen dar.
Unterhalb der Kirche liegt heute die Straße am Mühlkanal. An dieser Stelle verlief der 1,7 km lange Mühlgraben, ursprünglich wohl ein natürlicher Altarm des Neckars. Im Spätmittelalter nutzte man die natürlichen Geländeverhältnisse, um den Mühlkanal mit Wasser zu versorgen. Ab 1304 entstanden beiderseits des Kanals mehrere Mühlen, darunter die „Vordere Mühle“, die nach einem Brand 1613 durch Heinrich Schickhardt wiederaufgebaut wurde. Sie wurde nach dem Zweiten Weltkrieg abgerissen.

## Öffentliche Institutionen
- Südwestrundfunk mit dem Funkhaus (Studio Berg)
- Landesarbeitsamt

## Bekannte Anlagen und Bauten

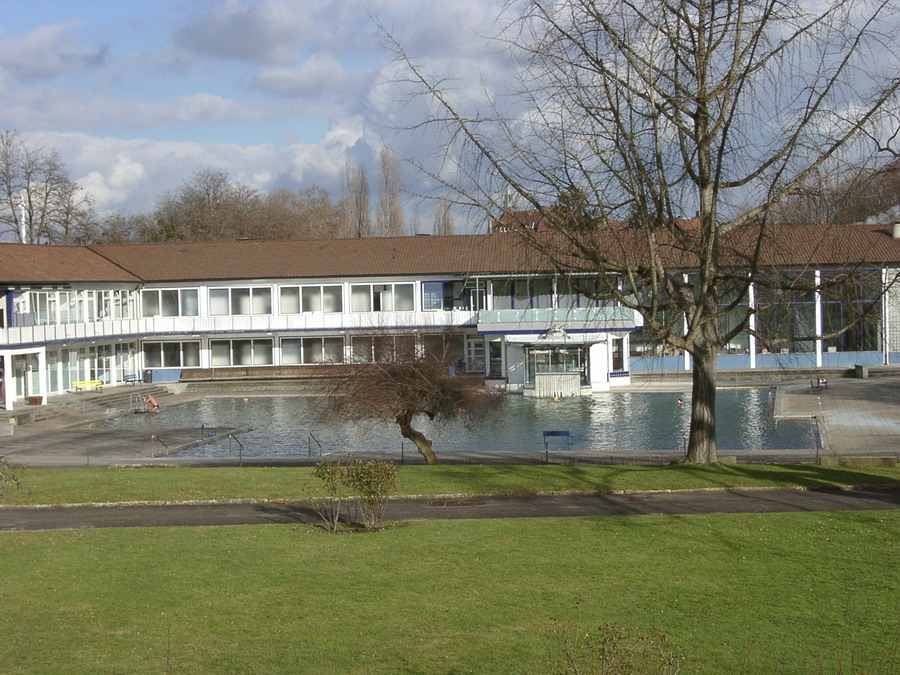
Mineralbad Berg

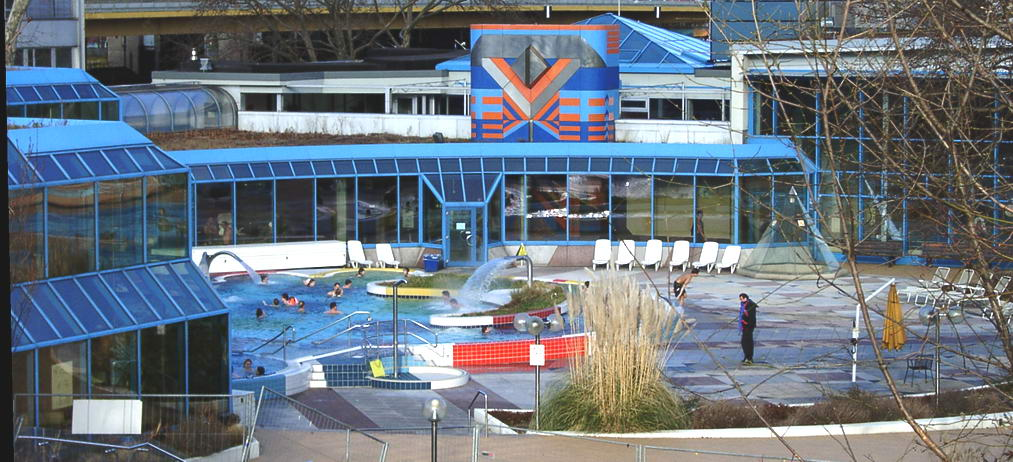
Mineralbad Leuze

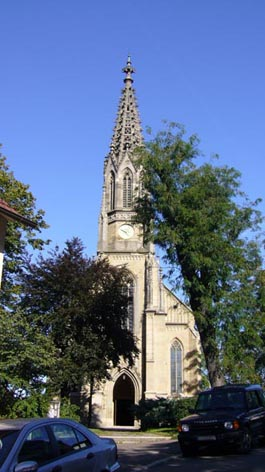
Berger Kirche

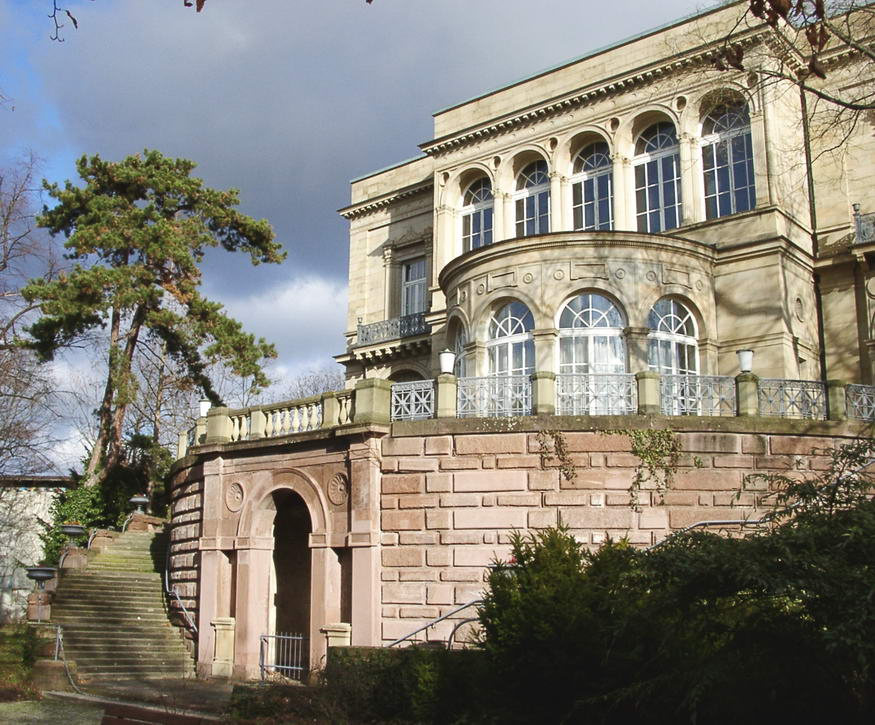
Villa Berg

- Mineralbad Berg: Das umgangssprachlich als das „Neuner“ oder das „Berg“ genannte Mineralbad wurde 1856 vom Hofgärtner Friedrich Neuner als „Bad am Königlichen Park“ eröffnet. Das Areal grenzt direkt an den Unteren Schlossgarten der Stuttgarter Innenstadt und gehört seit 2006 zur Gänze der Stadt; seine fünf Mineralwasser-Quellen speisen täglich fünf Millionen Liter in große Innen- und Außenbecken. Beim Bau des Mineralbades wurden Reste eines Turms der ehemaligen Wasserburg Berg gefunden.
- Mineralbad Leuze Das direkt am Neckar liegende städtische Bad mit jährlich 900.000 Besuchern wurde 1985 vom Bildhauer Otto Herbert Hajek künstlerisch modern gestaltet. Die schon in der Römerzeit bekannten Mineralquellen waren 1851 von Ludwig Friedrich Karl Leuze gekauft und als Heilbad ausgebaut worden. Es sprudeln hier zwei stark kohlensäurehaltige Heilquellen und eine Mineralquelle für einen Teil der insgesamt acht Schwimm- und Badebecken mit über 1.700 Quadratmetern Wasserfläche. Die Saunalandschaft auf 1.500 Quadratmetern bietet viel Platz in neun Saunen.
- Berger Kirche: Das evangelische Gotteshaus wurde 1853–55 im Stil der Neugotik an der Stelle einer mittelalterlichen Wallfahrts- und Pfarrkirche aus dem 13. bis 15. Jahrhundert errichtet. Von ihr stammt der gotische Taufstein (um 1470). Bemerkenswert ist auch die große Orgel mit 25 Registern aus dem Jahr 1956.
Als erster neugotischer Kirchenbau Württembergs ist die Berger Kirche ein Architekturdenkmal für Stadt und Region – und sollte auch ein Prototyp für evangelische Kirchenbauten Württembergs im 19. Jahrhundert sein (siehe Eisenacher Regulativ 1861). Hier finden sich auch die Reste der Ringmauer der Burg Berg aus dem 12. Jahrhundert.
- Villa Berg: Errichtet 1845–53 von Christian Friedrich Leins, diente die Neorenaissance-Villa und ihr 24 Hektar großer Park dem württembergischen Kronprinzen Karl als Sommersitz. Ihr italienischer Stil wirkte beispielgebend für die südwestdeutsche Villenarchitektur des 19. Jahrhunderts. 1913 ging die Anlage in den Besitz der Stadt über. Nach ihrem Wiederaufbau war die Villa von 1950 bis 2004 das Sendestudio des Südwestrundfunks.
- Japan-Garten Stuttgart: Der direkt unter der Villa Berg liegende Garten wurde zur IGA 1993 angelegt.
- Rosensteinbrücke: Von Bad Cannstatt kommend, überquert hier die Eisenbahn den Neckar kurz nach Verlassen des Rosensteintunnels. Die erste, 1846 für die Zentralbahn gebaute Brücke in Holzbauweise ruhte auf acht Mittelpfeilern. 1858 ersetzte man sie durch eine gusseiserne Brücke, 1914 durch ein viergleisiges Bauwerk. Die 1945 gesprengte Brücke wurde aber bald wiederhergestellt.

## Persönlichkeiten
- Carl Georg Gottlob Nittinger (1807–1874), Mediziner, Arzt, Badeanstaltbetreiber in Stuttgart-Berg, Vorstandsmitglied des Stuttgarter Liederkranzes
- Karl Ehmann (1827–1889), Ingenieur
- Immanuel von Hiller (1843–1919), württembergischer Generalleutnant
- Ernst Kuhn (1853–1903), Ingenieur, Unternehmer und Vorsitzender des Vereins Deutscher Ingenieure (VDI)
- Fritz Wüst (1860–1938), Eisenhüttenkundler und Gründungsdirektor des Kaiser-Wilhelm-Instituts für Eisenforschung
- Eugen Erwin Meyer (1868–1930), Ingenieur
- Emil Wezel (1905–1984), Pädagoge und Herausgeber